# Top 100 Singles
Top 100 Singles, dawniej Top 50 Singles – lista najlepiej sprzedających się singli w Irlandii. Rankingi powstają na podstawie sprzedaży singli, które są opracowywane przez sprzedawców danych detalicznych i są zapisywane codziennie w formie elektronicznej. Nowe zestawienie jest tworzone i podawane oficjalnie do wiadomości publicznej przez Irish Recorded Music Association w każdy piątek a obejmuje sprzedaż z całego poprzedniego tygodnia do czwartku.
Lista po raz pierwszy została opublikowana 1 października 1962 roku. Pierwsze notowanie ruszyło 1 października 1962 roku na falach radia RTE jako lista Top 10 największych przebojów. Prowadzącym program był Jimmy Magee.

## Historia i rekordy na liście
Wszystkie zestawienia są od 1962 do dziś drukowane w gazecie Evening Herald.
Przed 1992 rokiem, irlandzkie listy sprzedaży opracowywano na podstawie danych statystycznych przesłanych przez wytwórnie płytowe. Liczono wówczas nie liczbę faktycznie zakupionych przez konsumentów płyt, a liczbę wyprodukowanych przez wytwórnię egzemplarzy danego singla lub albumu. W kolejnych latach, staraniami irlandzkiego odpowiednika ZPAV – IRMA, stworzono nowy system, oparty początkowo na punktowym zliczaniu sprzedaży w 60 największych sieciach muzycznych kraju, następnie, od 1996 roku, elektroniczny system monitorowania sprzedaży.
Pierwszym irlandzkim artystą, który dotarł do pierwszego miejsca był Dickie Rock – The Miami Showband – „Every Step Of The Way” (1965).

### Artyści z największą liczbą singli numer 1
| Lp. | Liczba | Artyści                                                                      |
| --- | ------ | ---------------------------------------------------------------------------- |
| 1.  | 21     | - U2                                                                         |
| 2.  | 14     | - Westlife                                                                   |
| 3.  | 27     | - The Beatles                                                                |
| 4.  | 12     | - ABBA                                                                       |
| 5.  | 9      | - Boyzone - Cliff Richard - Michael Jackson - Madonna                        |
| 9.  | 8      | - Eminem - Dickie Rock i The Miami Showband - Elvis Presley - Britney Spears |
| 13. | 7      | - Dustin the Turkey - Kylie Minogue                                          |
| 15. | 5      | - Shakira - The Black Eyed Peas                                              |

### Utwory najdłużej utrzymujące się na pozycji 1
| Lp. | Liczba                | Artyści |
| --- | --------------------- | --- |
| 1.  | 18 tygodni            | - „Riverdance” – Bill Whelan |
| 2.  | 13 tygodni            | - „Put 'Em Under Pressure” – Republic of Ireland Football Squad |
| 3.  | 11 tygodni (ex aequo) | - „Nothing Compares 2 U” – Sinéad O’Connor - „Bohemian Rhapsody” – Queen - „(Everything I Do) I Do It for You” – Bryan Adams |
| 6.  | 10 tygodni (ex aequo) | - „Mull of Kintyre” – Wings - „Maniac 2000” – Mark McCabe |
| 8.  | 9 tygodni (ex aequo)  | - „From a Jack to a King” – Ned Miller - „All Kinds of Everything” – Dana - „You're the One That I Want” – John Travolta i Olivia Newton-John - „Do the Bartman” – The Simpsons - „Think Twice” – Céline Dion - „Where Is the Love?” – The Black Eyed Peas - „Hips Don’t Lie” – Shakira feat. Wyclef Jean - „I Useta Lover” – The Saw Doctors |